# Diecezja Oksfordu
Diecezja Oksfordu (ang. Diocese of Oxford) – diecezja Kościoła Anglii w metropolii Canterbury, obejmująca cały obszar świeckich hrabstw Oxfordshire, Berkshire i Buckinghamshire, a także małe fragmenty hrabstw Bedfordshire i Hampshire. Powstała w 1542 roku.  

## Biskupi
stan na 18 stycznia 2018:
- biskup diecezjalny: Steven Croft (z tytułem biskupa Oksfordu)
- biskupi pomocniczy:
  - Colin Fletcher (z tytułem biskupa Dorchesteru)
  - Alan Wilson (z tytułem biskupa Buckingham)
  - Andrew Proud (z tytułem biskupa Reading)